# Смирнов Микола Іванович (голова міськвиконкому)
Микола Іванович Смирнов (1906, Тверська губернія, тепер Тверської області, Російська Федерація — загинув 17 червня 1962, місто Ленінград, тепер Санкт-Петербург, Російська Федерація) — радянський діяч, голова виконавчого комітету Ленінградського міської ради депутатів трудящих, директор заводів. Кандидат у члени ЦК КПРС у 1956—1962 роках. Депутат Верховної ради Російської РФСР 4-го скликання. Депутат Верховної Ради СРСР 4—6-го скликань.

## Життєпис
Народився в селянській родині. У 1921—1928 роках — учень коваля в місті Вишній Волочок, коваль льонокомбінату Тверської губернії.
З 1928 року служив у Червоній армії.
Після демобілізації працював ковалем на суднобудівній верфі в Ленінграді.
Член ВКП(б) з 1931 року.
До 1939 року — майстер, голова заводського комітету профспілок, начальник цеху заводу в Ленінграді.
У 1941 році закінчив вечірнє відділення Ленінградського кораблебудівного інституту.
Працював на заводі в місті Рибінську.
У 1944—1946 роках — начальник цеху заводу в місті Молотові (Пермі).
У 1946—1949 роках — директор заводу «Ленінська кузня» міста Києва.
У 1949—1950 роках — директор заводу «Красное Сормово» міста Горького.
У 1950—1954 роках — директор Кіровського машинобудівного і металургійного заводу міста Ленінграда.
15 червня 1954 — 17 червня 1962 року — голова виконавчого комітету Ленінградського міської ради депутатів трудящих.
Загинув 17 червня 1962 року в Ленінграді в автомобільній катастрофі. Похований на Літераторських містках Волковського цвинтаря Ленінграда (Санкт-Петербурга).

## Нагороди
- три ордени Леніна
- орден Трудового Червоного Прапора
- Сталінська премія І ст. (1951)
- медалі